# Parco eolico di Blue Canyon

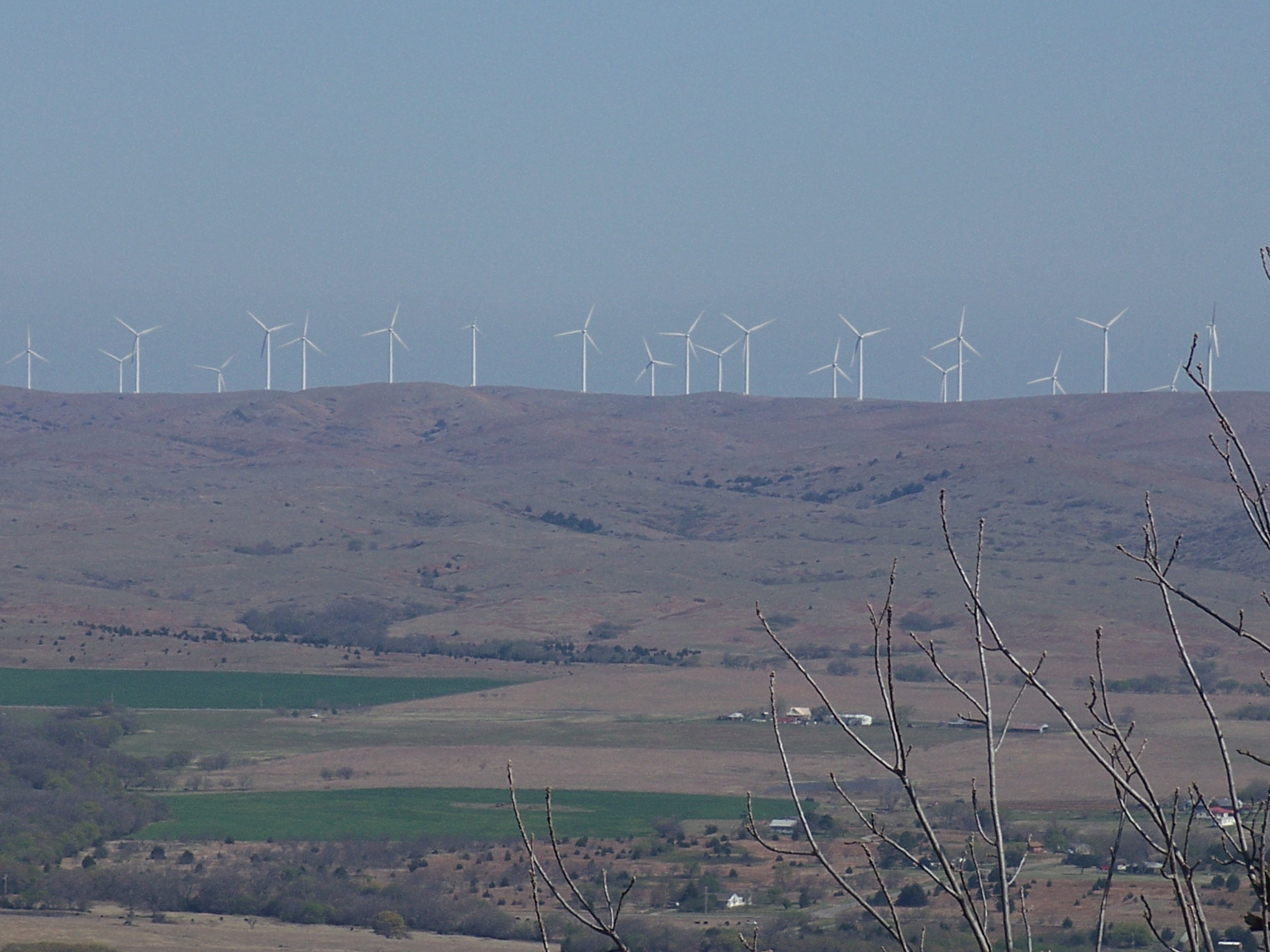
Fotografia del parco eolico visto dal vicino Mount Scott

Il parco eolico di Blue Canyon è il maggiore parco eolico dell'Oklahoma, negli Stati Uniti.
Il progetto, situato a nord di Lawton, consiste in due fasi.
La prima fase consiste in 45 turbine eoliche NEG Micon da 1,65 MW con una massima capacità generativa collettiva di 74,25 MW.
La seconda fase consiste in 84 turbine eoliche Vestas da 1,8 MW con una capacità massima generativa di 151,2 MW.
Posseduto dalla Horizon Wind Energy cominciò le operazioni commerciali nel dicembre del 2005.